# Louis Jules Gruey
Louis Jules Gruey, né le 29 septembre 1837 à Jancigny (Côte d'Or), mort le 28 novembre 1902 à Besançon (Doubs), est un astronome et mathématicien français spécialisé en mécanique céleste, fondateur et premier directeur de l'observatoire de Besançon.

## Biographie
Fils de Louis Gruey, propriétaire cultivateur à Jancigny, et de Reine Mochot, son épouse, Louis Jules Gruey intègre l'École normale supérieure en 1859. En 1862, il est admissible à l'agrégation de mathématiques qu'il obtiendra en 1864 (rang : 7e). 
En 1871, il épouse Marie Lucie Mochot. Le couple n'aura pas d'enfant.
Louis Jules Gruey meurt en 1902. Il est enterré dans son village natal.

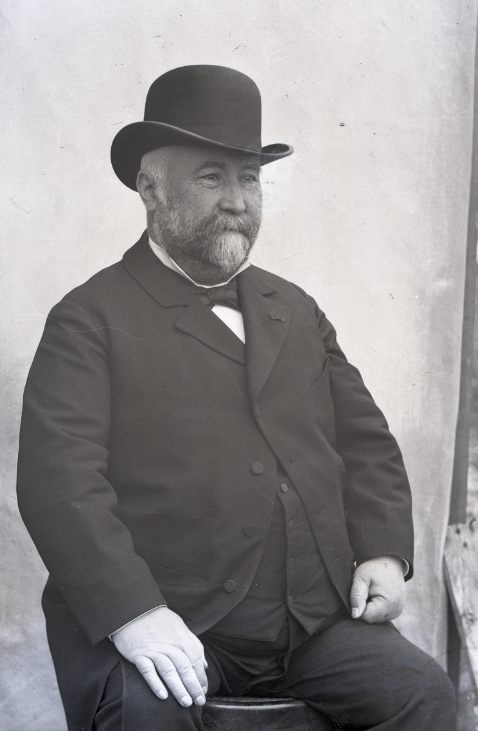
Portrait de Louis Jules Gruey vers 1900

## Carrière

### Débuts dans l'enseignement secondaire
Dès son admissibilité à l'agrégation, Louis Jules Gruey enseigne : au lycée de Nevers tout d'abord (1862/1863), puis au lycée de Dijon (1863/1865).

### Conflit avec Le Verrier
En 1865, il est nommé astronome-adjoint à l'observatoire de Paris. Il en profite pour effectuer une thèse de doctorat ès sciences mathématiques "Sur le calcul numérique des perturbations des petites planètes au moyen des quadratures" qu'il soutiendra en 1868 devant un jury composé de Michel Chasles, Charles Delaunay et Victor Puiseux.
C'est Urbain Le Verrier qui dirige à cette époque l'observatoire de Paris. Connu pour son caractère autoritaire et ses prises de décision arbitraires, il ne tarde pas à s'en prendre à Louis Jules Gruey. Il répond le 21 août 1867 à une demande de congé formulée par Gruey : "Vous n'avez rien fait cette année, la moitié de l'éventuel (on dirait aujourd'hui une prime) des six premiers mois vous a été mal acquis. Je ne peux pas vous accorder de vacances." Gruey répond : "Monsieur le directeur, j'ai eu plusieurs fois l'honneur de vous demander des vacances annuelles dont j'ai un besoin si sérieux ; vous avez bien voulu me les refuser constamment. La fatigue du service pénible que j'ai régulièrement fait toute l'année m'oblige à les prendre ; j'obéis, mais à regret, à la nécessité." Le Verrier en profite pour diminuer son traitement. À la suite de quoi, Gruey écrit au ministre : "Je ne me suis jamais plaint de mes appointements qui s'élèvent à 295 frs par mois. Cette somme qui m'interdisait le superflu m'assurait au moins généreusement le nécessaire. J'ai eu l'honneur d'informer Votre Excellence que, par ordre personnel de M. Le Directeur de l'observatoire, elle avait été réduite le mois d'août à 175 frs, c'est-à-dire presque de moitié." Gruey démissionne et doit accepter un emploi dans un lycée.

### Retour à l'enseignement secondaire
Après sa démission de son poste d'astronome-adjoint à l'observatoire de Paris, Louis Jules Gruey est nommé professeur de mathématiques élémentaires au lycée de Clermont-Ferrand à la rentrée 1869. En 1872, il obtient sa mutation au lycée de Dijon où il restera jusqu'en 1874. C'est au début de cette même année que sa carrière universitaire reprend puisqu'il est appelé à suppléer Félix Tisserand à la faculté des sciences de Toulouse.

### Carrière universitaire
Plusieurs suppléances puis nominations vont se succéder dans plusieurs villes universitaires françaises : après sa suppléance en astronomie à Toulouse (1874), il est appelé à remplacer Alphonse Picart en calcul différentiel à la faculté des sciences de Poitiers (1875/1876). En 1875, Émile Alluard, fondateur et directeur de l'observatoire du Puy de Dôme, demande que Gruey soit nommé chargé de cours d'astronomie à la faculté des sciences de Clermont-Ferrand. Grâce à l'appui de Puiseux, ce poste est créé et Gruey l'occupe à la rentrée 1875. Il devient ensuite successivement professeur de mécanique (1876) puis professeur d'astronomie (1878) dans cette même faculté. Enfin, il est nommé doyen de la faculté des sciences de Clermont-Ferrand en janvier 1881.

## La fondation et les débuts de l'observatoire de Besançon
Pendant ce temps, un décret créant les observatoires de Lyon, Bordeaux et Besançon est signé le 11 mars 1878. Jean-François Saint-Loup, professeur de mathématiques appliquées à la faculté des sciences de Besançon, est nommé directeur de l'observatoire de Besançon par arrêté ministériel le 16 janvier 1879. Mais un conflit entre la ville de Besançon et l'État ralentit le projet. De plus, les divergences entre Saint-Loup et la municipalité de Besançon s'avèrent irréductibles : alors que le conseil municipal souhaite la création d'une chaire d'astronomie, Saint-Loup écrit au maire de Besançon à l'automne 1881 qu'un "simple télescope suffit pour tout matériel, l'astronomie étant une activité accessoire à l'observatoire". Il démissionne le 26 octobre 1881. Gruey est immédiatement nommé pour lui succéder. Il obtient également la chaire de mathématiques appliquées en remplacement de Saint-Loup.
C'est donc Louis Jules Gruey qui sera le premier directeur effectif de l'observatoire de Besançon, celui qui le fera sortir de terre. Dans ce but, dès sa nomination, il entame une série de trois voyages (le premier en compagnie de l'architecte Edouard Bérard chargé du projet) qui lui permettront de visiter successivement les observatoires de Neuchâtel, Genève, Lyon, Strasbourg (alors en Allemagne), Heidelberg, Berlin, Hambourg, Bruxelles, Greenwich, Liverpool, Bâle, Munich et Vienne. Il en revient avec un grand nombre de notes et de croquis  et la certitude qu'il faut construire un observatoire constitué de pavillons indépendants afin que ses divers services n'interfèrent pas négativement.
L'observatoire est finalement bâti entre 1883 et 1885. Une chaire d'astronomie est créée spécialement pour Gruey à la faculté des sciences de Besançon le 15 octobre 1883. Ce dernier organise l'observatoire en trois services : un service astronomique qu'il dirige lui-même, un service météorologique et un service chronométrique destiné à qualifier l'importante production horlogère bisontine.
Louis Jules Gruey n'aura de cesse de développer l'activité chronométrique de l'observatoire de Besançon. Un poinçon à tête de vipère, le poinçon de l'observatoire de Besançon, est apposé dès 1897 sur toutes les montres ayant satisfait aux critères chronométriques. Un concours annuel est organisé à partir de 1898 pour mettre en compétition fabricants et régleurs de montre. Le nombre de dépôts de montres à contrôler ne cesse ensuite d'augmenter, concurrençant ainsi les observatoires de Neuchâtel et de Genève.  
Une des dernières réalisations de Louis-Jules Gruey est la construction d'un cadran solaire analemmatique en 1902 qui, bien que purement ornemental, illustre ses travaux de mécanique céleste appliqués aux cadrans solaires.
N'ayant aucun descendant, Louis Jules Gruey légue ses biens à l'observatoire de Besançon. Perçu à la mort de Madame Gruey en 1933, le legs Gruey permet de financer la construction d'un nouveau bâtiment et l'installation d'un nouvel instrument  : l'astrographe triple. Dans le budget actuel de l'observatoire de Besançon, figure toujours une ligne de ressource non négligeable correspondant aux fermages des terres héritées de Gruey.

## Réalisations, distinctions et publications

### Réalisations
- L'oculaire triple : il permet d'observer à la lunette méridienne aussi bien le Soleil que la Lune et les étoiles[7]
- Le stréphoscope universel : il s'agit d'une boîte contenant plusieurs accessoires permettant de réaliser des expériences de mécanique sur l'effet gyroscopique[7]

### Distinctions
- Officier de l'Instruction publique (1873)[8]
- Officier de la légion d'honneur (1895)[8]
- Commandeur de la légion d'honneur (1900)[8]

### Principales publications
- Sur le calcul numérique des perturbations des petites planètes au moyen des quadratures, Paris : Gauthier-Villars, 1868, 67 p.
- Sur le bolide du 14 juin 1877, enquête et étude géométrique, Clermont-Ferrand : F. Thibaud, 1878, 59 p.
- Théorie élémentaire des gyroscopes, Clermont-Ferrand : F. Thibaud, 1879, 112 p.
- Visites à divers observatoires étrangers, Besançon, 1883, 24 p.
- Notice historique sur l'observatoire de Besançon, Mémoires de la Société d'émulation du Doubs, Besançon, 1883, 6 p.
- Le Stréphoscope universel, Paris : impr. de Chaix, 1883, 32 p.
- Leçons d'astronomie rédigées conformément au programme de la licence, Paris : A. Hermann, 1885, III-356 p.
- Exercices astronomiques à l'usage des élèves des facultés et des observatoires, Paris : A. Hermann, 1889, 346 p.
- Observatoire astronomique, chronométrique et météorologique de Besançon – Description des terrains, pavillons, instruments et services, Besançon : impr. Millot Frères et Cie, 1892, 63 p.
- Erreurs de division des cercles de la lunette méridienne, Besançon : P. Jacquin, (1900), 16 p. et album de diagrammes